# Magu (deusa)
Magu  (chinês: 麻姑, pinyin: Mágū, Wade–Giles: Ma-ku, lit. ‘'Donzela do Cânhamo'’) é uma lendária taoísta xian (仙; 'imortal; transcendente') associada ao elixir da vida, e uma simbólica protetora das mulheres na mitologia chinesa. As histórias da literatura chinesa descrevem Magu como uma bela jovem com longas unhas de passarinho, enquanto os primeiros mitos a associam a cavernas. Magu xian shou (chinês: 麻姑獻壽, lit. ‘'Magu cumprimenta seu aniversário'’) é um motivo popular na arte chinesa.